# Atopacris manabiensis
Atopacris manabiensis är en insektsart som beskrevs av Christiane Amédégnato och Poulain 1998. Atopacris manabiensis ingår i släktet Atopacris och familjen gräshoppor. Inga underarter finns listade i Catalogue of Life.